# ぼっち博士とロボット少女の絶望的ユートピア
『ぼっち博士とロボット少女の絶望的ユートピア』（ぼっちはかせとロボットしょうじょのぜつぼうてきユートピア）は、山田鐘人による日本の漫画。
小学館『サンデーうぇぶり』にて2016年9月27日から2017年12月5日まで連載。既刊全2巻。

## あらすじ
ほぼ人類が滅んだ世界で、一人ぼっちの博士とロボット少女の日常を描く作品。

## 登場人物
ロボット少女
後述の博士に作られたロボットで饒舌で辛辣。
博士
ロボット少女を作った博士で寡黙。

## 書誌情報
ぼっち博士とロボット少女の絶望的ユートピア、山田鐘人、小学館〈サンデーうぇぶり〉、既刊全2巻。
1. 2017年 6月12日発売 ISBN 9784091276155
2. 2018年 2月 9日発売 ISBN 9784091281081

上下巻の漫画は旧版と新装版の他、新装版の上下合本版が存在する。